# سوزنی سمرقندی
شمس‌الدین تاج‌الشعرا محمد بن علی سمرقندی معروف به سوزنیِ سمرقندی (درگذشتهٔ ۵۶۲ یا ۵۶۹ هجری قمری) شاعر ایرانی سده ششم هجری است. وی همچنین در شعرهای خویش، خود را به نام‌های محمد، عمر و بوبکر خوانده و خود را ملقب به حکیم سوزنی نموده است. زادگاه او را عوفی نسف (نخشب)، واقع در نزدیکی سمرقند، می‌داند. درگذشت او را رضاقلی خان هدایت ۵۶۲ و دولتشاه سمرقندی در ۵۶۹ نوشته و از اشعار شاعر زنده بودن او در سال ۵۶۰ بی گمان می‌شود.  پدر وی نیز با نام «مسعود» شاعر بوده است. وی در شعرهایش خود را به سلمان‌فارسی منتسب می‌داند.
وی در سرآغاز جوانی برای کسب دانش به بخارا رفت و به قول عوفی به‌سبب تعلق خاطر به شاگرد سوزنگری به آموختن آن صنعت مشغول شد. سوزنی سمرقندی معاصر ارسلان خان محمد از آل افراسیاب و سنجر آتسز بن محمد خوارزمشاه بوده است. 
وی با عمعق بخاری، سنایی غزنوی، انوری ابیوردی، محمد معزی، ادیب صابر و رشیدی سمرقندی معاصر بوده است و برخی از آنان را هجو کرده و به تیغ زبان خود آزرده است. سوزنی شاعر هجا و بدزبان بوده و در هجو معانی خاص ابداع کرده است. قصاید و قطعات وی ساده، بی پرده و گویا است. می‌گویند که وی در اواخر عمر دست از هجو و هزل کشیده و استغفار کرده است.